# Malšice
Malšice è un comune mercato della Repubblica Ceca facente parte del distretto di Tábor, in Boemia Meridionale.